# Fredric Philip Klingspor
Fredric Philip Klingspor, född 5 april 1761 i Jönköping, död 18 mars 1832 i Stockholm, var en svensk friherre, militär, ståthållare, arkitekt och målare.

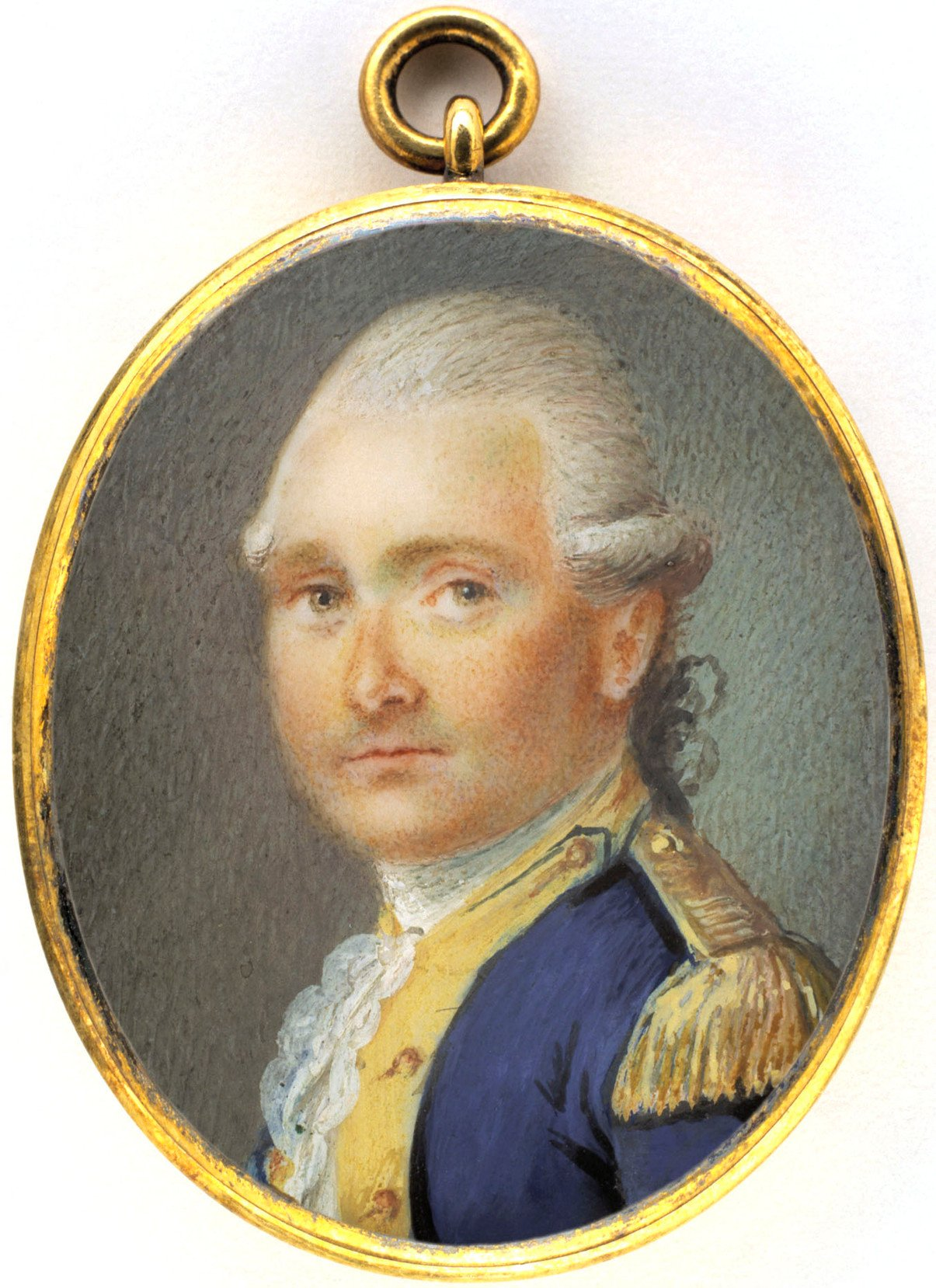
Gustaf Mauritz Armfelt porträtterad av Fredric Philip Klingspor.

## Biografi
Klingspor fick sin grundläggande utbildning av Per Brelin vid kadettskolan i Karlskrona och företog därefter ett antal studieresor till Tyskland, Frankrike och Italien. Han medverkade med fem miniatyrmålningar i en utställning på Målare- och bildhuggarakademien 1795. Av hans kända arbeten märks flera originalporträtt av medlemmar av ätten Klingspor och ett av Hedvig Eleonora von Fersen. Han var hedersledamot i Konstakademien och som riksdagsman skrev han vid riksdagen 1830 en motion om upprättandet av ett nationalmuseum. Sin största insats gjorde han inom arkitekturen, som ståthållare ledde han arbetet med Logården och Lejonbacken vid Stockholms slott samt restaureringen av Riddarhuset 1815–1816 och av Storkyrkan omkring 1830. Klingspor är representerad vid Nationalmuseum, bland annat med porträtt av drottningarna Charlotta och Fredrika, Uppsala universitetsbibliotek och vid Göteborgs konstmuseum med ett porträtt av kapten Axel Ulrik Raab samt vid Konstmuseet Sinebrychoff.
Fredric Philip Klingspor var son till friherre Christian Fredrik Klingspor och Anna Magdalena Pauli. Han var bror till Wilhelm Mauritz Klingspor och Otto Reinhold Klingspor. 
Klingspor är begravd på Norra begravningsplatsen utanför Stockholm.